# Psilorhynchus sucatio
Psilorhynchus sucatio is een straalvinnige vissensoort uit de familie van de spoelgrondels (Psilorhynchidae). De wetenschappelijke naam werd gepubliceerd in 1822 door Hamilton.